# Antropologia anarquista
A antropologia anarquista, ou libertária, é um campo de pesquisas antropológicas que se interessa pelas sociedades que instituiram mecanismos de resistência ao poder, ou que servem para limitar o riscos do aparecimento de instituições autoritárias.

## Uma antropologia das anarquias
A antropologia anarquista reúne um conjunto de pesquisas científicas e teorias antropológicas que, por um lado, tem ligações com as teses anarquistas e que, por outro lado, implementam os princípios explicativos relevantes ao pensamento antiautoritário, a saber: as abordagens teóricas e as escolhas de objeto que se colocam "em primeiro lugar à criticar as formas de essencialização do poder sob suas diferentes manifestações sociais". Além disso, essas posições epistemológicas podem também se constituir como "políticas de resistência aos dispositivos acadêmicos hierarquizantes".
Para Irène Pereira, é necessário distinguir a antropologia anarqusita da antropologia política. Segundo ela, essa última não se interessa por nada além de certas "formas de organização social" experimentadas por uma seleção de sociedades: a chefia, o feudalismo, o Estado...; enquanto que a antropologia anarquista se interessa "especificamente pelas sociedades sem Estado". (Segundo Éric Aeschimann, a antropologia anarquista é a única corrente de pensamento que toma à sério a a ideia de que a sociedade pode dispensar o Estado).
Jean-Paul Demoule adiciona uma definição adicional: o objeto de estudo da antropologia anarquista não é tanto o poder(archê em grego) , mas "de maneira mais precisa a oposição ao poder (an-archê)".
Para David Graeber, a própria noção de antropologia anarquista deve permetir o combate ao "eurocentrismo da ciência política".
Alternativamente, segundo Andrew Robinson e Simon Tormey, a antropologia anarquista visa objetivos práticos: pelo desenvolvimento de ferramentas críticas, essa corrente deseja participar das alternativas ideológicas; pelo desenvolvimento de procedimentos anti-estatistas, essa corrente deseja sustentar as alternativas sociais; pelo desenvolvimento de pesquisas sobre as outras sociedades, essa corrente visa favorecer a reflexão e o compartilhamento conceitual; e enfim, pelo desenvolvimento da solidariedade, essa corrente visa ampliar as lutas pela autonomia..

## História

### Os predecessores
Nascida no século XX, a antropologia anarquistas possui alguns predecessores que partilham seu interesse por sociedade cuja organização social e poolítica difere das sociedades de Estado.
Entre esses predecessores estão os irmãos Élie Reclus (etnólogo) e Élisée Reclus (geógrafo), Léon Metchnikoff (geógrafo) assim como o pensador libertário Pedro Kropotkine. Para estes, as sociedades humanas originárias aparecem como "a prova antropológica concreta de uma sociedade sem Estado, de um funcionamento coletivo libertário vivo, e de um tipo de utopia realizada".
Entre os antropólogos, Marcel Mauss e Alfred Radcliffe-Brown são considerados como verdadeiros precursores da antropologia anarquista. Para David Graeber, Mauss exerce uma forte influência "porque ele se interessava pelos sistemas de valores alternativos, abrindo a via da ideia de que as sociedades sem Estado e sem mercado o eram por escolha". O segundo, apelidade Anarchy Brown em razão da sua admiração por Kropotkin, influencia a antropologia anarquista por seus trabalhos de campo entre os grupos sem Estado das Ilhas Andamão e entre os Aborígenes australianos (onde estudou como as sociedades governam elas mesmas pela instituição de um sistema de sanções), assim como pelo seu trabalho sobre as sociedades segmentárias (onde ele estudo o sistema político sem autoridade política centralizada.

### Os iniciadores e seus seguidores
O nascimento da antropologia anarquista pode ser situado em torno dos anos setento do século XX, no momento em que se desenrolavam eventos anti-imperialistas pelo mundo.
Jean-Paul Demoule discerne duas gerações de antropólogos anarquistas. A primeira geração é composta dos seguintes autores: Stanley Diamond, Harold Barclay, Marshall Sahlins, Pierre Clastres, Christian Sigrist, Brian Morris, James C. Scott e Charles Macdonald. Mais jovem, a segunda geração é composta por Alberto Giovanni Biuso, David Graeber e David Wengrow, Alfredo González-Ruibal e Peter Gelderloos. Irène Pereira afirma que nem todos os autores dessa corrente empregaram a expressão antropologia anarquista para qualificar seus trabalhos.
Sendo uma corrente na maior parte informal, rascunhada nos trabalhos de autores que se situam à margem da antropologia estruturalista, do funcionalismo, e etc; é o livro de Graeber intitulado Pour une anthropologie anarchiste que assenta definitivamente esse campo de pesquisas. Pereira e Éric Aeschimann consideram que os "três autores princípais" de maior influência foram Clastres, Scott e Graeber.

## Pesquisas

### Organização social
A antropologia anarquista interroga os diferentes modos de organização social e de poder político.
Em sua obra Sociedades contra o Estado, Pierre Clastres sustenta que "certas sociedades organizadas em tribos são estruturadas de maneira à evitar a emergência do Estado". Em outros trechos, ele defende igualmente que "é a aparição da desigualdade no poder político que conduz à desigualdade econômica".
Em sua obra, James C. Scott se interesse por populações (tribos, camponeses, comunidades subalternas, etc.) que fogem do Estado. Assim, em Zomia ou a arte de não ser governado ele estudo o desenvolvimento do Estado "em suas dimensões mais práticas", a saber: "seu espaço físico de implementação" e "as dificuldades de seus administradores de caracterizar identidades precárias e mutáveis". Nesse sentido, ele considera "as estratégias empregadas durante séculos por populações das montanhas do Sudoeste asiático para escapar das instituições Estatistas". Em  Homo domesticus. Uma história profunda dos primeiros Estados,  Scott sustente que o acontecimento do Estado não tem nada de inelutável; assim, ele sugere que a vida fora do Estado e "do modelo da cereacultura era bem mais livre": o tempo de trabalho era mais curto, os recursos naturais eram mais abundantes, as doenças associadas à uma proximidade excessiva entre humanos e animais era mais rara. Enfim, Scott lembra que o Estado é um "instrumento de 'domesticação' do homem", contudo essa é uma "instituição contingente" e não "o cume de um suposto processo civilizacional".
David Graeber se interessa também pelas populações que se estabelecem fora do Estado. Enquanto especialista de "certas sociedade autoctones contemporâneas" que vivem em Madagascar, Graeber considera que essas constituem "exemplos vivos de modos do governo coletivo sustentados em princípios anarquistas".

### Dominação
A antropologia anarquista questiona as diferentes formas de dominação. Além da política, a dominação pode se exercer em diversas dimensões da existência humana: a economia ou a dívida por exemplo.
Marshall Sahlins se interessa pela economia de diferentes sociedades indígenas. Enquanto que o pensamento econômico clássico afirma que essas sociedades possuem 'economias de subsistência', Sahlins sustenta que essas sociedades limitam e reduzem voluntariamente o tempo consagrado à atividades econômicas: "ele rejeita assim a ideia segundo a qual produção e acumulação de bens seriam  a finalidade de toda a sociedade e de que o homem seria antes de tudo um homo œconomicus]]. »
David Graeber criticou esse "totem da nossa sociedade" que ele descreve como uma construção social fondadora de uma disciplina política rígida: a dívida. Originalmente ligada à Deus, com quem o homem estaria em dívida; essa instituição social que é a dívida foi reinvestida pelo Estado que, substituindo os deuses, reivindica as taxas e instaura a conscrição.

## Críticas
A antropologia anarquista não é isenta de críticas: alguns fazem críticas no plano epistemológico, questionando a coincidência de uma prática científica com um posicionamento político e moral; outras críticas, sobre um plano metodológico, concentram suas objeções sobre o viés de confirmação teórico e a utilização de dados etnográficos.
Em primeiro lugar, na linha de Stephen Nugent, um espectro de críticas apontam para a associação de princípios morais e políticos anarquistas à uma prática científica universitária, pois resulta dessa associação uma tensão (ou mesmo uma oposição) entre uma reivindicação subjetiva (o anarquismo) e uma pretensão objetiva (a antropologia); dito de outra maneira: a objetividade dos resultados de uma disciplina acadêmica é falsificada pela subjetividade do pesquisador.
Quanto ao plano metodológico, as críticas são empregadas em duas linhas. A primeira crítica aponta que, segundo Holly High, os autores dessa corrente tem a tendência de (re)encontrar em seus estudos de campo os "clichés culturais" (tais como: "a orgulhosa autonomia, a resistência à incorporaçã, a continuidade com o passado")) frequentemente atribuidas "às comunidades vivendo às margens da sociedade", como as comunidade anarquistas. Em outros termos: se essa corrente de pesquisa encontra mecanismo de resistência ao poder nas sociedades estudadas, é porque ele não pesquisa outra coisa além desse tipo de mecanismo social. Bernard Traimond se opõem à essas críticas pois, segundo ele, as "escolhas políticas explicitas" desses antropólogos "não alteram a qualidade de seus trabalhos".
A segunda linha de crítica metodológica afirma que os autores dessa corrente avançam teses que perdem sua consistência "face aos dados etnográficos detalhados das sociedades estudadas (tais como a variação da natureza do estado, a mudança ao longo do tempo e as concepções locais de hierarquia).Essas teses (em geral) defendidas pela antropologia anarquista são refutadas pela variedade e a dinâmica dos dados etnográficos dos diferentes terrenos evocados. Jean-Paul Demoule contesta essas criticas pois, segundo ele, a antropologia anarquista é "sistemática, minunciosa e argumentada, apoiada por trabalhos de campo"
Outras críticas, como a de Frederick Schulze, estimam que o anarquismo que esses pesquisadores antropólogos serve acima de tudo à um "argumento de vendas chamativo" e de chamado à "toda pessoa que tem um ressentimento em relação ao Estado".

### Lista de antropólogos
- Stanley Diamond (1922-1991)
- Harold Barclay (1924-2017)
- Marshall Sahlins (1930-2021)
- Pierre Clastres (1934-1977)
- Christian Sigrist (1935-2015)
- Brian Morris (1936-)
- James C. Scott (1936-)
- Charles Macdonald (1944-)
- Alberto Giovanni Biuso (1960-)
- David Graeber (1961-2020)
- Alfredo González-Ruibal (1976-)
- Peter Gelderloos (1982-)}}

### Obras
- Stanley Diamond :
  - Diamond (2018). «In Search of the Primitive». A Critique of Civilization. Routledge. Col: Routledge Classic Texts in Anthropology (em inglês). New York: [s.n.]
- Harold Barclay :
  - Barclay (1990). «People Without Government». An Anthropology of Anarchy. Left Bank Books (em inglês). Seattle: [s.n.] Em falta ou vazio |título= (ajuda)
  - Barclay (1986). Anthropology and Anarchism. The Anarchist Encyclopaedia (em inglês). Cambridge: [s.n.]
- Marshall Sahlins :
  - Sahlins (2017). «Âge de pierre, âge d'abondance». L'économie des sociétés primitives. Paris. Gallimard. Folio Histoire[32]
  - Sahlins (2009). La nature humaine, une illusion occidentale. Réflexions sur l'histoire des concepts de hiérarchie et d'égalité, sur la sublimation de l'anarchie en Occident, et essais de comparaison avec d'autres conceptions de la condition humaine. Éditions de l'Éclat. Col: Terra Cognita. Paris: [s.n.]
- Pierre Clastres :
  - Clastres (2011). La Société contre l'État. Recherches d'anthropologie politique. Les Éditions de minuit. Col: Reprises. Paris: [s.n.]
  - Clastres (2012a). Recherches d'anthropologie politique. Editions du Seuil. Paris: [s.n.][33]

- Christian Sigrist :
  - Sigrist (1979). Regulierte Anarchie. Unters. zum Fehlen u. zur Entstehung polit. Herrschaft in segmentären Gesellschaften Afrikas. Syndikat (em alemão). Frankfurt am Main: [s.n.]
- Brian Morris :
  - Morris (2014). Anthropology, Ecology, and Anarchism. A Brian Morris Reader. PM Press (em inglês). Oakland: [s.n.]
- James C. Scott :
  - Scott (2019). «Zomia ou l'art de ne pas être gouverné». Une histoire anarchiste des hautes terres d'Asie du Sud-Est. Seuil. Col: Points Essais. Paris: [s.n.][34]
  - Scott (2021). Homo domesticus. Une histoire profonde des premiers États. Une histoire profonde des premiers États. La Découverte. Col: Poche. Paris: [s.n.][35][36][37]
  - Scott (2021). L'œil de l'État. Moderniser, uniformiser, détruire. La Découverte. Paris: [s.n.][38]
- Charles Macdonald (2018). L'Ordre contre l'Harmonie. Anthropologie de l'Anarchie. Petra. Col: Terrains et théories anthropologiques. Paris: [s.n.][39]
- Alberto Giovanni Biuso (2019). Anarchisme et anthropologie. Pour une politique matérialiste de la limite. Asinamali. Paris: [s.n.][40]
- David Graeber :
  - Graeber (2018). Pour une anthropologie anarchiste. Lux Éditeur. Montréal: [s.n.][41][42]
  - Graeber (2016). Dette : 5000 ans d'histoire]. 5000 ans d'histoire. Actes Sud. Col: Babel Essai. Paris: [s.n.][43]
  - Graeber (2017). Bureaucratie, l'utopie des règles. L'utopie des règles. Actes Sud. Col: Babel Essai. Paris: [s.n.]
  - Graeber; Wengrow (2021b). Au commencement était…. Une nouvelle histoire de l'humanité. Les Liens qui libèrent. Paris: [s.n.]
- Alfredo González-Ruibal :
  - González-Ruibal (2018). ¿ Qué es el anarqusimo ?. Antorcha Ediciones (em espanhol). [S.l.: s.n.]
- Peter Gelderloos :
  - Gelderloos (2010). Anarchy Works. Examples of Anarchist Ideas in Practice. Ardent Press (em inglês). San Francisco Bay: [s.n.]